# (480) Hansa
(480) Hansa es un asteroide perteneciente al cinturón de asteroides descubierto el 21 de mayo de 1901 por Luigi Carnera y Maximilian Franz Wolf desde el observatorio de Heidelberg-Königstuhl, Alemania.
Está nombrado por la Hansa, antigua federación comercial de ciudades del norte de Alemania.